# کنبری، نیو ساوت ولز
کنبری (به انگلیسی: Kenebri) یک شهرک در استرالیا است که در نیو ساوت ولز واقع شده‌است.

## اطلاعات دیگر
خط راه آهن گوابگر در سال 1923 به کنبری رسید و یک ایستگاه و سایدینگ افتتاح شد.اداره پست کنبری در 1 مارس 1929 افتتاح شد و در سال 1984 تعطیل شد.
- خط گوابگر در سال 2005 در شمال بینوا بسته شد. ایستگاه کنبری در 564 کیلومتری (350 مایل) با قطار از ایستگاه راه آهن مرکزی واقع شده بود.

## محل قرار گیری
کنبری در جنگل Pilliga واقع شده است و در آنجا فعالیت های برداشت چوب وجود داشته است. کنبری همچنین زمانی مدرسه دولتی داشت که اکنون تعطیل است. نزدیکترین شهر موجود به کنبری ، بارادین است.